# Yudai Nagano
Yudai Nagano (født 15. oktober 1998) er en japansk fægter.
Han repræsenterede Japan ved sommer-OL 2020 i Tokyo, hvor han deltog i holdkonkurrencen.
Ved sommer-OL 2024 i Paris vandt han guld.